# 첨서
첨서(Sorex araneus) 또는 유라시아뒤쥐는 아일랜드섬을 제외하고, 그레이트브리튼섬을 포함한 북유럽 전역에서 가장 흔한 땃쥐류이자 포유류의 하나이다. 몸길이는 5.5~8.2cm, 몸무게는 5~12g 정도이다.